# 佐佐木大介
佐佐木大介（日语：／ Sasaki Daisuke，1987年6月15日—，舊藝名為青山春），日本男演员，出生于日本北海道。
曾在漫畫改編电影的作品《好想告诉你》中饰演真田龙；在《美丽邻居》中饰演小骏的游泳老师，“萤之会”成员中的大学生。